# Face to Face (álbum de Westlife)
Face to Face é o sexto álbum de estúdio da boy band irlandesa Westlife e foi lançado em 31 de outubro de 2005. Também é o segundo álbum lançado como quarteto.
O álbum contém seis covers de diversos artistas incluindo "You Raise Me Up" de Secret Garden, "When You Tell Me That You Love Me" de Diana Ross (com quem o grupo fez dueto), "She's Back" de Human Nature (grupo australiano de música pop e doo-wop), "Desperado", sucesso dos anos 1970 da banda estadunidense Eagles, "In This Life" do cantor country Mike Reid e "Heart Without a Home" de Nick Carter.

## Singles
Os singles foram "You Raise Me Up", "When You Tell Me That You Love Me" e "Amazing" (único single que não é uma cover do álbum). "That's You Find Love" foi um single promocional nas Filipinas devido a turnê que passou pelo país em 2006, chamada de Face to Face Asian Tour 2006. "Hit You With the Real Thing" apareceu na parada do iTunes da Nova Zelândia durante a Back Home Tour em 2008. Face to Face se tornou o quinto álbum número 1 do Westlife no Reino Unido em sete anos, vendendo 1.3 milhões no Reino Unido e 6 milhões no mundo.[carece de fontes?] Também se tornou o álbum mais vendido da Sony BMG em 2005. Chegou à primeira posição nas paradas australianas do ARIA, ficando por quatro semanas em Março de 2006 e foi a 25° maior venda de álbuns na Austrália.

## Faixas
| N.º | Título                              | Compositor(es)                                                                             | Duração |  |
| 1.  | "You Raise Me Up"                   | Brendan Graham, Rolf Løvland                                                               | 4:03    |  |
| 2.  | "When You Tell Me That You Love Me" | Albert Hammond, John Bettis                                                                | 3:58    |  |
| 3.  | "Amazing"                           | Savan Kotecha, Kristian Lundin, Sebastian Thott, Didrik Thott, Carl Bjorsell, Jake Schulze | 2:53    |  |
| 4.  | "That's You Find Love"              | Steve Mac, Wayne Hector, Chris Farren                                                      | 3:47    |  |
| 5.  | "She's Back"                        | Steve Mac, Jörgen Elofsson                                                                 | 3:13    |  |
| 6.  | "Desperado"                         | Don Henley, Glenn Frey                                                                     | 3:40    |  |
| 7.  | "Colour My World"                   | Andreas Carlsson, Savan Kotecha, Harry Sommerdahl                                          | 3:56    |  |
| 8.  | "In This Life"                      | Mike Reid, Allen Shamblin                                                                  | 4:10    |  |
| 9.  | "Heart Without a Home"              | Steve Mac, Wayne Hector                                                                    | 4:50    |  |
| 10. | "Hit You With the Real Thing"       | Carl Björsell, Carl Falk, Didrik Thott, Savan Kotecha, Sebastian Thott                     | 3:03    |  |
| 11. | "Change Your Mind"                  | Steve Mac, Wayne Hector                                                                    | 3:45    |  |

| Edição europeia |                  |                                                          |         |  |
| N.º             | Título           | Compositor(es)                                           | Duração |  |
| 12.             | "Maybe Tomorrow" | Carl Björsell, Carl Falk, Savan Kotecha, Sebastian Thott | 3:09    |  |

| Edição japonesa |                                           |                |         |  |
| N.º             | Título                                    | Compositor(es) | Duração |  |
| 12.             | "Maybe Tomorrow"                          |                | 3:09    |  |
| 13.             | "World of Our Own (Acoustic Version)"     |                | 3:28    |  |
| 14.             | "Flying Without Wings (Acoustic Version)" |                | 3:35    |  |
| 15.             | "My Love (Acoustic Version)"              |                | 3:52    |  |

## Certificações
| País        | Certificação |
| ----------- | ------------ |
| Reino Unido | 4× Platina   |
| Irlanda     | 8× Platina   |
| Austrália   | Platina      |

## Desempenho nas paradas
| País              | Parada mais alta |
| ----------------- | ---------------- |
| ARIA              | 1                |
| Bélgica           | 71               |
| Tracklisten       | 19               |
| Alemanha          | 18               |
| Irish Album Chart | 1                |
| Holanda           | 30               |
| Norwegian Charts  | 7                |
| Suécia            | 9                |
| Suíça             | 14               |
| UK Albums Chart   | 1                |

Parada de fim de ano
| Parada(2005)            | Posição mais alta |
| ----------------------- | ----------------- |
| Irish Albums Chart      | 4                 |
| UK Albums Chart         | 7                 |
| Parada (2006)           | Posição mais alta |
| Australian Albums Chart | 25                |

| Precedido por Intensive Care de Robbie Williams                               | Álbuns número um na UK Albums Chart 5 de novembro de 2005 – 11 de novembro de 2005 | Sucedido por Ancora de Il Divo                                 |
| Precedido por Whatever People Say I Am, That's What I'm Not de Arctic Monkeys | Álbuns número um na ARIA Charts 6 de março de 2006 – 26 de março de 2006           | Sucedido por Both Sides of the Gun de Ben Harper               |
| Precedido por Intensive Care de Robbie Williams                               | Álbuns número um no Irish Albums Chart 3 de novembro de 2005                       | Sucedido por Gift Crub 6 – The Special One de Mario Rosenstock |

## Histórico de lançamentos
| País          | Data de lançamento      |
| ------------- | ----------------------- |
| Irlanda       | 31 de outubro de 2005   |
| Filipinas     | 31 de outubro de 2005   |
| Reino Unido   | 31 de outubro de 2005   |
| Coreia do Sul | 1 de novembro de 2005   |
| Austrália     | 12 de dezembro de 2005  |
| Taiwan        | 12 de dezembro de 2005  |
| Brasil        | Dezembro de 2005        |
| Polônia       | 13 de fevereiro de 2006 |